# Осборн, Питер
Питер Осборн (англ. Peter Osborne; род. 1958) – британский философ, специализируется в области эстетики и теории концептуального искусства, профессор современной европейской философии и директор Центра исследований современной европейской философии (CRMEP) при Кингстонском университете в Лондоне. С 1983 по 2016 являлся ведущим членом редколлегии британского журнала Radical Philosophy.

## Биография
Осборн окончил Бристольский университет в 1979 году со степенью бакалавра в области философии и экономики, затем получил степень магистра философии в Университете Сассекса в 1980 году. Там же в 1988 году получил степень доктора философии.
В 1988 году Осборн вернулся в Бристольский университет и стал лектором на факультете философии. В 1989 году он читал лекции на факультете философии в Мидлсекском университете. В 1992 году стал старшим преподавателем, а затем доцентом в этом же университете. С 1997 года – профессор.
Публикует исследования по современной европейской философии и философии современного искусства, особое внимание уделяет концептуальному искусству. Осборн является автором эссе в каталогах художественной Современной галереи Тейт в Лондоне, художественного фестиваля Биеннале в Сиднее, Центра искусств Уокера и Норвежского национального музея искусства, архитектуры и дизайна. Он выступал в качестве консультанта Образовательной программы в Британской галерее Тейт в Лондоне и являлся консультантом Управления современного искусства (OCA) в Норвегии. Был представителем Норвегии на Венецианской биеннале 2011 года.
Питер Осборн также был редактором и консультантом в серии публикаций OCA, а в настоящее время является членом консультативного совета Pavilion (журнал о политике и культуре).
В течение почти тридцати лет он играл основную роль в выходящем раз в два месяца британском журнале Radical Philosophy, а ныне принимает активное участие в текущих дебатах о будущем университетов в Соединенном Королевстве. Является директором Центра исследований современной европейской философии в Кингстонском университете.
В апреле 2010 года Мидлсекский университет принял решение закрыть кафедру философии. Студенты и сотрудники Мидлсекса, а также тысячи их сторонников в Великобритании и по всему миру организовали кампанию за ее спасение. Веб-сайт, созданный в рамках этой работы, работает до сих пор и постоянно обновляется.
В 1988 году защитил докторскую диссертацию в Университете Сассекса на тему «Карнавал философии: философия, политика и наука у Гегеля и Маркса». Диссертация послужила материалом для книги «Как читать Маркса» (Granta, 2005).

## Научная деятельность
Большое влияние на философскую мысль Осборна оказали работы Теодора Адорно, который фигурирует в его ранних публикациях о проблеме современности и кризисе в изобразительном искусстве.
Первая книга Осборна «Политика времени: современность и авангард» (Verso Books, 1995) отражала его общее понимание современной европейской традиции философии как «прежде всего философии времени» берущее начало из трудов Канта, как основателя современной философии.
В 2008 году Осборн принимал участие в дискуссии по проблемам современного искусства, организованной Frieze Art Foundation и проведенной совместно с лондонской художественной выставкой Frieze.
Его работа «Концептуальное искусство» (Phaidon Press, 2002) представляет собой авторитетный обзор искусства конца шестидесятых и начала семидесятых годов двадцатого века.
Для Осборна решающим моментом в трансформации онтологии произведения искусства (то, чем искусство является в первую очередь) являются работы американского художника Роберта Смитсона. Согласно Осборну, традиционная практика искусства в соответствии с медиумами (живопись, скульптура, архитектура) понимается как исторически и онтологически разрушенная транскатегориальной практикой, которая была начата такими работами, как работы Смитсона.
На это указывает название лекции, которую он прочитал о Смитсоне в Центре современного искусства в 2008 году «Бесконечная лавина категорий»: концептуальные проблемы в творчестве Роберта Смитсона (или еще раз против «скульптуры)» в рамках серии лекций, прочитанных известными искусствоведами под названием «Краеугольные камни».
Осборн впервые выдвинул спекулятивное утверждение о том, что «современное искусство - это постконцептуальное искусство» в публичной лекции, прочитанной на мероприятии организации Fondazione Antonio Ratti, в Комо 9 июля 2010 года. Это утверждение делается на уровне онтологии произведения искусства, а не на описательном уровне стиля.
Современное искусство определяется Осборном уже скорее дискурсивно, хотя и не может отказаться от материального носителя. К тому же, пространство, в котором находится объект современного искусства стало транснациональным. По мнению Осборна, это произошло в 1989 году, когда прекратил существование исторический коммунизм, а теория разделения государств на страны первого, второго и третьего мира себя исчерпала.
В 2010 году Осборн совместно с Pavilion Journal for Politics and Culture прочитал лекцию о концепции современности и работе The Atlas Group под названием «Художественная литература о современности: спекулятивная коллективность и глобальное транснациональное». Впоследствии он опубликовал заметку в 15 выпуске Pavilion Journal for Politics and Culture под названием «Воображаемый радикализм: заметки о либертарианстве современного искусства».
В 2013 году Осборн опубликовал книгу «Либо везде, либо никак. Философия современного искусства», в которой развивается спекулятивное утверждение «современное искусство — это постконцептуальное искусство».

## Научные труды
- Osborne, Peter:  (2018) The Postconceptual Condition: Critical Essays, Verso Books.
- Osborne, Peter: Marx and the philosophy of time. Radical philosophy(147), pp. 15–22. ISSN (print) 0300-211X
- Osborne, Peter: (9 July 2010) Contemporary art is post-conceptual art, Public Lecture, Fondazione Antonio Ratti, Villa Sucota, Como
- Osborne, Peter and Alliez, Eric: (2008) "Philosophy and contemporary art after Adorno and Deleuze: an Exchange" in Garnett, Robert and Hunt, Andrew, (eds.) Gest: laboratory of synthesis #1, London, Book Works, pp. 35–64.
- Osborne, Peter: (2013) Anywhere Or Not at All: Philosophy of Contemporary Art, Verso Books, London
- Osborne, Peter: (2010) El arte más allá de la estética. Ensayos filosóficos sobre arte contemporáneo, trans. Yaiza Hernández Velázquez, Murcia, Cendeac.
- Osborne, Peter: (2005) How to read Marx, London, U.K. : Granta, (How to read) ISBN 1-86207-771-1
- Osborne, Peter: (2002) Conceptual Art, London, Phaidon Press Ltd, 304p ISBN 0-7148-3930-2
- Osborne, Peter: (2000) Philosophy in Cultural Theory, London, U.K. : Routledge. 146p. ISBN 0415238013
- Osborne, Peter: (1995) The Politics of Time: Modernity and Avant-garde, London, U.K. : Verso Books. 272p. ISBN 0-86091-652-9